# Cratostigma simplex
Cratostigma simplex är en sjöpungsart som beskrevs av C.S. Millar 1982. Cratostigma simplex ingår i släktet Cratostigma och familjen lädermantlade sjöpungar. Inga underarter finns listade i Catalogue of Life.